# 近鐵7020系電聯車
近鐵7020系電聯車（日语：／ Kintetsu 7020-kei densha）是近畿日本鐵道使用的通勤型電聯車，並且在京阪奈線上進行運轉。7020系是近鐵為因應該線在2006年3月27日開通的生駒站至學研奈良登美丘站區段，而於2004年12月1日投入使用的電車。
本型車以近鐵7000系與21系列的電聯車規格為基礎進行製造，除了增設無障礙設備外也進行內部的細部改良，但本型車並未歸類在21系列的電聯車之中。車體塗裝以白色和橘色為基底，並在側面搭配藍色與橘色的條紋，營造出現代都市的形象。車廂內部的設備則以對「人」與「地球」皆友善的理念進行設計，每節車廂均設有輪椅專用的空間；列車則採用新型的速度控制單元，除降低噪音外也減少能源消耗。